# WxPython
wxPython est une implémentation libre en Python de l'interface de programmation wxWidgets. Cette bibliothèque Python est utilisée pour la création d'interfaces graphiques, et est l'alternative de Tkinter la plus utilisée.
wxPython est multiplate-forme, et le même logiciel peut être exécuté sur Windows, UNIX et apparentés, et MacOS sans modification. Pour la création et gestion des widgets, l'interface de programmation du système d'exploitation hôte est utilisée le plus possible, ce qui donne une apparence native à l'application.
wxPython essaie d'unir la simplicité et la lecture facile de Python avec une interface de programmation très complète. Ceci donne un cycle de développement rapide tout en permettant une grande complexité si nécessaire.
Pour pouvoir utiliser les logiciels qui utilisent cette bibliothèque, il est d'abord nécessaire de la télécharger et de l'installer sur le système, en plus de l'installation de Python, à moins de recevoir le logiciel sous forme de fichiers binaires.

## Histoire
wxPython est né quand Robin Dunn eut besoin d'une interface utilisateur graphique qui devait être déployée sous HP-UX et aussi Windows 3.1 en quelques semaines. Pendant l'évaluation de solutions commerciales, il trouva des bindings en Python pour la boite à outils wxWidgets. Donc il apprit Python et, bientôt, devint un des principaux développeurs de wxPython (qui grandit de ces bindings d'origine), avec Harri Pasanen.
Les premières versions du wrapper étaient codées à la main mais le code devint rapidement très difficile à garder synchronisé avec les versions de wxWidgets. Par contre, les versions plus récentes sont créées avec SWIG, ce qui réduit considérablement le travail nécessaire aux mises à jour. La première version « moderne » fut annoncée en 1998(en).

## Licence
wxPython est publié sous la licence wxWindows Library, qui est basée sur la LGPL mais qui permet la distribution d'œuvres dérivées sous n'importe quelle licence.

## Exemple
```
#!/usr/bin/env python

# -*- coding: utf-8 -*-

# Importation du paquet wxPython

import
 
wx

# Création d'un nouveau cadre, dérivé du wxPython 'Frame'.

class
 
TestFrame
(
wx
.
Frame
):

    
def
 
__init__
(
self
,
 
parent
,
 
ID
,
 
title
):

        
wx
.
Frame
.
__init__
(
self
,
 
parent
,
 
-
1
,
 
title
,
 
pos
=
(
-
1
,
 
-
1
),
 
size
=
(
200
,
 
100
))

        
# À l'intérieur du cadre, créer un panneau..

        
panel
 
=
 
wx
.
Panel
(
self
,
 
-
1
)

        
# Créer un texte dans le panneau

        
texte
 
=
 
wx
.
StaticText
(
panel
,
 
-
1
,
 
"Bonjour tout le monde!"
,
 
wx
.
Point
(
10
,
 
5
),
 
wx
.
Size
(
-
1
,
 
-
1
))

                
        
# Créer un bouton dans le panneau

        
bouton
 
=
 
wx
.
Button
(
panel
,
 
-
1
,
 
"Cliquez-moi!"
,
  
wx
.
Point
(
10
,
 
35
),
 
wx
.
Size
(
-
1
,
 
-
1
))

        
# lier le bouton à une fonction:

        
self
.
Bind
(
wx
.
EVT_BUTTON
,
 
self
.
creerDiag
,
 
bouton
)

        
    
# fonction qui affiche une boîte de dialogue

    
def
 
creerDiag
(
self
,
 
event
):

        
dlg
 
=
 
wx
.
MessageDialog
(
self
,
 
"Merci de m'avoir cliqué, ça fait du bien."
,

          
"Merci!"
,
 
wx
.
ICON_EXCLAMATION
 
|
 
wx
.
YES_NO
 
|
 
wx
.
CANCEL
)

        
dlg
.
ShowModal
()

        
dlg
.
Destroy
()

        

# Chaque application wxWidgets doit avoir une classe dérivée de wx.App

class
 
TestApp
(
wx
.
App
):

    
def
 
OnInit
(
self
):

        
frame
 
=
 
TestFrame
(
None
,
 
-
1
,
 
"Test"
)

        
self
.
SetTopWindow
(
frame
)

        
frame
.
Show
(
True
)

        
return
 
True

if
 
__name__
 
==
 
'__main__'
:

    
app
 
=
 
TestApp
(
0
)
 
# créer une nouvelle instance de l'application

    
app
.
MainLoop
()
   
# lancer l'application

```

En voici le résultat:

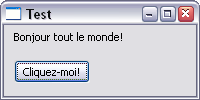
Le résultat, sous Windows XP
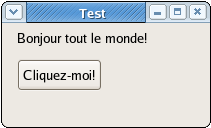
Le résultat, sous Linux et GNOME
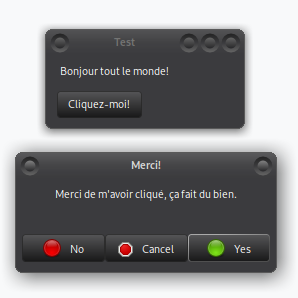
Le résultat, sous Linux et MATE (thème sombre)